# Drehstoß
Der Drehstoß {\displaystyle \Delta {\vec {L}}} ist in der Kreiseltheorie das Ergebnis eines Drehmoments und dessen Einwirkungsdauer auf einen Körper. Dabei spielen sowohl der Betrag als auch die Richtung des Moments eine Rolle. Die Dimension des Drehstoßes ist M·L2·T –1, seine SI-Einheit ist N·m·s.
Nach dem Drallsatz bewirkt ein Moment {\displaystyle {\vec {M}}} eine entsprechende Drehimpulsänderung:
{\displaystyle {\dot {\vec {L}}}={\vec {M}}}
mit
- dem Drehimpuls {\displaystyle {\vec {L}}}
- der Zeitableitung Überpunkt.

Ist das Moment im Zeitintervall {\displaystyle \Delta t:=t_{2}-t_{1}} (mit {\displaystyle t_{1}<t_{2}}) konstant, so ergibt sich der Drehstoß
{\displaystyle \Delta {\vec {L}}={\vec {M}}\cdot \Delta t}
Bei allgemeinem Verlauf des Moments über die Zeit ergibt sich der Drehstoß aus einem Integral über die Zeit:
{\displaystyle \Delta {\vec {L}}=\int _{t_{1}}^{t_{2}}{\vec {M}}\,\mathrm {d} t}
Einem ruhenden Körper wird Drehimpuls durch einen entsprechenden Drehstoß zugeführt. Umgekehrt ergibt sich ein Drehstoß, wenn Drehimpuls augenblicklich vernichtet wird. Drehimpulsänderung und Drehstoß sind gleichgerichtet, was jedoch nicht immer auch für die Rotationsachse gilt. Erfolgt der Drehstoß nicht in Richtung einer Hauptträgheitsachse, dann kreist ein Starrkörper anschließend um eine von der Anstoßachse abweichende Gerade, siehe Trägheitsellipsoid.
Dieser Effekt erklärt sich mit der Anisotropie des starren Körpers gegenüber Drehbewegungen: Der unsymmetrische Kreisel ist doppelt anisotrop, der symmetrische einfach anisotrop, und nur der Kugelkreisel mit gleichen Trägheitsmomenten um alle Achsen ist isotrop.